# Le Vol d'Icare
Cet article concerne le roman de Raymond Queneau. Pour le parcours de montagnes russes du Parc Astérix, voir Le Vol d'Icare (Parc Astérix).
 (avril 2025).
Si vous disposez d'ouvrages ou d'articles de référence ou si vous connaissez des sites web de qualité traitant du thème abordé ici, merci de compléter l'article en donnant les références utiles à sa vérifiabilité et en les liant à la section « Notes et références ».
Le Vol d'Icare est le dernier roman de Raymond Queneau, paru en 1968. L'ouvrage mélange la forme du théâtre, le roman, l'essai, et place le brouillage entre les genres littéraires au cœur de l'intrigue.

## Résumé
Hubert, écrivain en 1895, aux premiers temps de l'aviation, écrit un roman dont le personnage principal se nomme Icare. Or ce dernier s'évade un jour de son manuscrit, emporté par un coup de vent, et se retrouve perdu dans Paris.
Hubert Luber fait alors appel à un détective privé, Morcol, chargé de traquer Icare.
Icare, de son côté, fait la rencontre d'LN d'origine cruciverbiste, qui devient sa compagne et se prostituera pour le faire vivre. Icare s'intéresse aussi aux moyens de transport, en particulier à l'automobile électrique, et s'engage comme garagiste. Il fait ainsi la rencontre de Mme de Champvaux, qui tombe amoureuse de lui, mais va par la suite le livrer à Morcol.
Hubert retrouve alors son personnage et s'apprête à poursuivre son roman, mais Icare est appelé par son service militaire qui doit durer trois ans. En réalité, ce sont des amis et collègues d'Hubert, eux aussi en manque de personnages. Leurs personnages s'évadent de leur manuscrit ; les auteurs font donc faire appel à Morcol à leur tour, mais ce dernier décide de prendre congé, et de partir sur la Riviera respirer les effluves embaumés des orangers et des citronniers.
Adélaïde et Maitretout, d'autres personnages ailés, créés par Hubert, s'échappent eux aussi de leur livre. Adélaïde est la jeune fille promise à Icare dans le livre d'Hubert.
Pendant ce temps, Icare, qui travaille toujours dans son garage avec tous les autres personnages, se passionne à l'idée de pouvoir un jour voler dans le ciel, et va bientôt prendre son envol avec LN. Mais Icare chute de son cerf-volant pour tomber dans le livre d'Hubert qui déclare : « Tout se passa comme prévu, mon roman est terminé. »
Telle est la fin qu'Hubert avait imaginée pour Icare, car toute cette intrigue était en fait le produit de la fantaisie d'Hubert.